# Souda

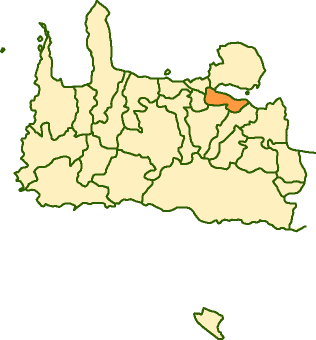
Souda kommun ligger i Chanias prefektur.

Souda (Grekiska: Σούδα) är en hamnstad på Kreta i Grekland. Staden ligger i Chania prefektur. Souda kommun har omkring 8 000 invånare. Staden har färjeförbindelse med Pireus (Aten).